# Hrvatski Nogometni Klub Rijeka 2017-2018
Questa voce raccoglie le informazioni riguardanti il Hrvatski Nogometni Klub Rijeka nelle competizioni ufficiali della stagione 2017-2018.

## Stagione
Il Rijeka non riuscì a riconfermarsi campione. A metà campionato il club era al quarto posto distaccata di ben quindici punti dalla Dinamo Zagabria, ma nella seconda parte della stagione una netta flessione della capolista, con numerose sconfitte alternate comunque a vittorie, permise al Rijeka di avvicinarsi alla vetta e di riaprire il campionato, portandosi a quattro punti dalla vetta a due giornate al termine. Tuttavia, pareggiando per 0-0 con il Cibalia alla penultima giornata, abdicò da ogni velleità di rimonta, dato che la Dinamo, distante tre punti a una giornata dal termine, aveva segnato più gol in trasferta negli scontri diretti e dunque avrebbe vinto il titolo anche in caso di arrivo a pari punti. Alla fine del torneo solo tre punti in classifica separarono il Rijeka secondo classificato dalla Dinamo Zagabria campione di Croazia, alimentando i rimpianti per i numerosi passi falsi nella prima metà della stagione. In Coppa di Croazia il club fu eliminato in semifinale dalla Dinamo, mentre in Champions League non riuscì a qualificarsi alla fase a gironi venendo eliminata dall'Olympiakos e "retrocessa" nella fase a gironi dell'Europa League, che non riuscì a superare.

## Rosa
Aggiornata al 22 maggio 2018
| N. |                                 | Ruolo | Calciatore                                      |
| -- | ------------------------------- | ----- | ----------------------------------------------- |
| 1  | Nigeria (bandiera)              | P     | David Samuel Nwolokor                           |
| 4  | Croazia (bandiera)              | D     | Roberto Punčec                                  |
| 6  | Portogallo (bandiera)           | D     | João Escoval                                    |
| 7  | Bosnia ed Erzegovina (bandiera) | C     | Zoran Kvržić                                    |
| 8  | Macedonia del Nord (bandiera)   | D     | Leonard Zuta                                    |
| 9  | Brasile (bandiera)              | A     | Héber                                           |
| 10 | Bulgaria (bandiera)             | A     | Valeri Bojinov                                  |
| 11 | Slovenia (bandiera)             | A     | Matic Črnic                                     |
| 12 | Croazia (bandiera)              | P     | Simon Sluga                                     |
| 13 | Croazia (bandiera)              | D     | Dario Župarić (in prestito dal Pescara)         |
| 14 | Ghana (bandiera)                | C     | Boadu Maxwell Acosty (in prestito dal Crotone)  |
| 15 | Bosnia ed Erzegovina (bandiera) | C     | Srđan Grahovac (in prestito dal Astana)         |
| 16 | Croazia (bandiera)              | C     | Adrian Liber                                    |
| 17 | Croazia (bandiera)              | A     | Antonio Čolak (in prestito dal 1899 Hoffenheim) |
| 20 | Austria (bandiera)              | A     | Alexander Gorgon                                |

| N. |                                 | Ruolo | Calciatore                                     |
| -- | ------------------------------- | ----- | ---------------------------------------------- |
| 21 | Croazia (bandiera)              | D     | Jakov Puljić (in prestito dal Inter Zaprešić)  |
| 22 | Croazia (bandiera)              | A     | Filip Dangubić                                 |
| 23 | Croazia (bandiera)              | A     | Josip Mitrović                                 |
| 24 | Croazia (bandiera)              | C     | Domagoj Pavičić                                |
| 25 | Croazia (bandiera)              | P     | Ivor Pandur                                    |
| 26 | Croazia (bandiera)              | D     | Marin Leovac (in prestito dal PAOK)            |
| 28 | Croazia (bandiera)              | C     | Filip Bradarić (capitano)                      |
| 29 | Montenegro (bandiera)           | D     | Momčilo Raspopović (in prestito dal Budućnost) |
| 31 | Croazia (bandiera)              | C     | Luka Capan                                     |
| 32 | Croazia (bandiera)              | P     | Andrej Prskalo (vicecapitano)                  |
| 35 | Grecia (bandiera)               | A     | Charalampos Mavrias                            |
| 77 | Macedonia del Nord (bandiera)   | A     | Milan Ristovski (in prestito dal Rabotnichki)  |
| 99 | Bosnia ed Erzegovina (bandiera) | C     | Jasmin Čeliković                               |
|    | Austria (bandiera)              | D     | Mario Pavelić                                  |
|    | Macedonia del Nord (bandiera)   | D     | Darko Velkovski                                |

## Risultati

### HT Prva liga
| Arbitro: | Duje Strukan (Spalato) |

|                        |           |  |
| Gorgon 22’ Vešović 72’ | Marcatori |  |

| Arbitro: | Bruno Marić (Daruvar) |

|                                                          |           |             |
| Kvržić 25’ Župarić 45’ Mesarić 79’ (aut.) Gavranović 88’ | Marcatori | 62’ Aralica |

| Arbitro: | Ivan Vučković (Zagabria) |

|                                |           |  |
| Gorgon 65’ Gojković 75’ (aut.) | Marcatori |  |

| Arbitro: | Fran Jović (Zagabria) |

|                    |           |  |
| Barišić 18’ (rig.) | Marcatori |  |

| Arbitro: | Tihomir Pejin (Donji Miholjac) |

|  |           |                           |
|  | Marcatori | 11’, 40’ (rig.) Fernandes |

| Arbitro: | Duje Strukan (Spalato) |

|                          |           |           |
| Bradarić 80’ Matei 90+4’ | Marcatori | 16’ Majer |

| Arbitro: | Damir Batinić (Osijek) |

|            |           |                              |
| Puljić 54’ | Marcatori | 6’, 34’ Héber 57’ Gavranović |

| Arbitro: | Goran Gabrilo (Spalato) |

|                                                                      |           |  |
| Gavranović 2’ Gorgon 5’, 42’, 90+2’ Héber 50’ Bradarić 52’ Mišić 68’ | Marcatori |  |

| Arbitro: | Igor Pajač (Sveti Ivan Zelina) |

|  |           |                |
|  | Marcatori | 24’, 58’ Héber |

| Arbitro: | Fran Jović (Zagabria) |

|               |           |           |
| Međimorec 78’ | Marcatori | 59’ Héber |

| Arbitro: | Bruno Marić (Daruvar) |

|             |           |                                             |
| Budimir 29’ | Marcatori | 9’ Mišić 54’, 60’ Héber 50’, 89’ Gavranović |

| Arbitro: | Damir Batinić (Osijek) |

|            |           |  |
| Puclin 17’ | Marcatori |  |

| Arbitro: | Goran Gabrilo (Spalato) Marko Matoc (Zaprešić) (dal 25') |

|                |           |                       |
| Gavranović 55’ | Marcatori | 79’ Bočkaj 62’ Grezda |

| Arbitro: | Igor Pajač (Sveti Ivan Zelina) |

|                           |           |           |
| Moro 29’ Soudani 49’, 89’ | Marcatori | 9’ Acosty |

| Arbitro: | Igor Pajač (Sveti Ivan Zelina) |

|           |           |  |
| Capan 16’ | Marcatori |  |

| Fiume 18 novembre 2017, ore 18:00 CET (UTC+1) 16ª giornata | Rijeka                   | 0 – 0 referto | Inter Zaprešić | Rujevica (4 892 spett.)\| Arbitro: \| Marin Vidulin (Kanfanar) \| |
| Arbitro:                                                   | Marin Vidulin (Kanfanar) |               |                |                                                                   |

| Arbitro: | Duje Strukan (Spalato) |

|            |           |                           |
| Pervan 32’ | Marcatori | 18’ Gorgon 23’ Gavranović |

| Arbitro: | Igor Pajač (Sveti Ivan Zelina) |

|              |           |                    |
| Bradarić 11’ | Marcatori | 3’ Bašić 51’ Erceg |

| Arbitro: | Duje Strukan (Spalato) |

|                      |           |  |
| Punčec 11’ Črnic 87’ | Marcatori |  |

| Arbitro: | Dario Kulušić (Sebenico) |

|                                    |           |  |
| Acosty 6’ Vešović 63’ Puljić 90+2’ | Marcatori |  |

| Arbitro: | Bruno Marić (Daruvar) |

|                                         |           |  |
| Puljić 33’ Čolak 49’ Črnic 57’ Zuta 89’ | Marcatori |  |

| Arbitro: | Duje Strukan (Spalato) |

|                                   |           |             |
| Grgić 49’ Hajradinović 56’ (rig.) | Marcatori | 87’ Pavičić |

| Arbitro: | Damir Batinić (Osijek) |

|                                       |           |                |
| Héber 19’, 60’ Pavičić 48’ Puljić 87’ | Marcatori | 16’ Gavranović |

| Arbitro: | Goran Gabrilo (Spalato) |

|                                  |           |                 |
| Héber 23’ Čolak 76’ Kvržić 90+1’ | Marcatori | 40’ Majstorović |

| Arbitro: | Mario Zebec (Cestica) |

|  |           |                                  |
|  | Marcatori | 11’ Pavičić 12’ Héber 65’ Acosty |

| Arbitro: | Ivan Vučković (Zagabria) |

|                                                 |           |           |
| Héber 33’, 60’, 69’ Čolak 36’ (rig.) Puljić 79’ | Marcatori | 84’ Galić |

| Arbitro: | Igor Pajač (Sveti Ivan Zelina) |

|                   |           |           |
| Caktaš 62’ (rig.) | Marcatori | 52’ Čolak |

| Arbitro: | Fran Jović (Zagabria) |

|                      |           |                                 |
| Ivanovski 65’ (rig.) | Marcatori | 38’ Čolak 32’ Acosty 78’ Puljić |

| Arbitro: | Dario Bel (Osijek) |

|                                                  |           |                       |
| Borevković 2’ Kamenar 4’ Budimir 48’, 66’ (rig.) | Marcatori | 34’ Héber 60’ Pavičić |

| Arbitro: | Bruno Marić (Daruvar) |

|  |           |            |
|  | Marcatori | 76’ Kvržić |

| Arbitro: | Fran Jović (Zagabria) |

|            |           |  |
| Puljić 88’ | Marcatori |  |

| Arbitro: | Bruno Marić (Daruvar) |

|  |           |            |
|  | Marcatori | 39’ Acosty |

| Arbitro: | Duje Strukan (Spalato) |

|              |           |  |
| Radonjić 13’ | Marcatori |  |

| Arbitro: | Ivan Vučković (Zagabria) |

|                                                     |           |            |
| Gorgon 2’ Acosty 39’ Puljić 60’ Zuta 73’ Kvržić 79’ | Marcatori | 89’ Prenga |

| Vinkovci 13 maggio 2018, ore 17:00 CEST (UTC+2) 35ª giornata | Cibalia               | 0 – 0 referto | Rijeka | HNK Cibalia (783 spett.)\| Arbitro: \| Bruno Marić (Daruvar) \| |
| Arbitro:                                                     | Bruno Marić (Daruvar) |               |        |                                                                 |

| Arbitro: | Fran Jović (Zagabria) |

|                                   |           |          |
| Čolak 2’ Pavičić 36’ Puljić 90+5’ | Marcatori | 50’ Said |

Fonte: Croatian Football Federation

### Coppa di Croazia
| Arbitro: | Bruno Marić (Daruvar) |

|                |           |                           |
| D. Colarić 86’ | Marcatori | 29’ Puljić 43’, 84’ Jelić |

| Arbitro: | Igor Križarić (Čakovec) |

|  |           |                                       |
|  | Marcatori | 57’ Pavičić 82’ Gavranović 84’ Kvržić |

| Arbitro: | Fran Jović (Zagabria) |

|              |           |                           |
| Blažević 30’ | Marcatori | 32’ Puljić 39’ Gavranović |

| Arbitro: | Mario Zebec (Cestica) |

|                                    |           |  |
| Hajrović 24’ Soudani 80’ Ćorić 82’ | Marcatori |  |

Fonte: Croatian Football Federation

### UEFA Champions League
| Arbitro: | Kristo Tohver |

|                    |           |  |
| Mišić 4’ Matei 68’ | Marcatori |  |

| Arbitro: | Georgi Kabakov |

|                |           |                                                        |
| Cieślewicz 69’ | Marcatori | 41’ Matei 54’, 79’ Gavranović 61’ Gorgon 64’ Ristovski |

| Arbitro: | Daniel Stefański |

|           |           |                |
| Hwang 49’ | Marcatori | 30’ Gavranović |

| Fiume 2 agosto 2017, ore 20:45 CEST (UTC+2) Terzo turno preliminare | Rijeka        | 0 – 0 referto | Salisburgo | Rujevica (8 118 spett.)\| Arbitro: \| Hüseyin Göçek \| |
| Arbitro:                                                            | Hüseyin Göçek |               |            |                                                        |

| Arbitro: | Felix Zwayer |

|                              |           |           |
| Odjidja-Ofoe 66’ Romao 90+3’ | Marcatori | 42’ Héber |

| Arbitro: | Danny Makkelie |

|  |           |           |
|  | Marcatori | 25’ Marin |

Fonte: uefa.com

### UEFA Europa League
| Arbitro: | John Beaton |

|          |           |                                     |
| Elez 29’ | Marcatori | 16’ Mantalos 62’ Christodoulopoulos |

| Arbitro: | Orel Grinfeeld |

|                                             |           |                            |
| André Silva 14’ Musacchio 53’ Cutrone 90+4’ | Marcatori | 90’ (rig.) Elez 84’ Acosty |

| Arbitro: | Sandro Schärer |

|                    |           |                                  |
| Friesenbichler 90’ | Marcatori | 21’, 31’ Gavranović 90+2’ Kvržić |

| Arbitro: | Jakob Kehlet |

|             |           |                                           |
| Pavičić 61’ | Marcatori | 41’, 62’ Prokop 73’ Serbest 83’ Monschein |

| Arbitro: | Mattias Gestranius |

|                                     |           |                |
| Araujo 45+2’ Christodoulopoulos 55’ | Marcatori | 8’, 26’ Gorgon |

| Arbitro: | István Vad |

|                          |           |  |
| Puljić 7’ Gavranović 47’ | Marcatori |  |

Fonte: uefa.com